# 곱자

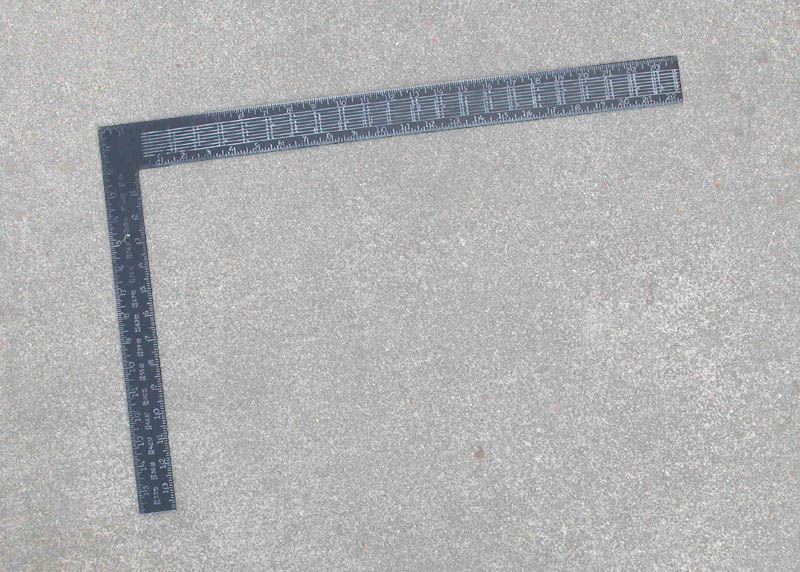
곱자

곱자(曲尺) 또는 먹자(墨尺)는 대목장에 쓰이는 공구이다. 목수들은 사각형으로 된 구조물을 설계하기 위해 다양한 도구들을 사용하며, 이 도구는 그 중 하나이다. 모양새는 90도 각도의 ㄱ자로 되어 있다.
길이가 긴 쪽은 2인치(51mm) 너비로 블레이드(blade) 또는 장수로 부르며, 길이가 짧은 쪽은 1.25인치(38mm) 너비로 텅(tongue) 또는 단수로 부른다. 이 자는 서까래와 계단을 설계하는 등 수많은 용도가 있다.

## 같이 보기
- 펀치 (공구)